# Leptognathia profunda
Leptognathia profunda är en kräftdjursart som beskrevs av Hansen 1913. Leptognathia profunda ingår i släktet Leptognathia och familjen Leptognathiidae. Inga underarter finns listade i Catalogue of Life.